# Никола Павлов
Никола Павлов с псевдоним Бутика е български революционер, деец на Македонската младежка тайна революционна организация (ММТРО), подразделение на Вътрешната македонска революционна организация (ВМРО).

## Биография
Роден е през 1903 година в град Тетово. Учи в родния си град и в Скопие. В Скопие завършва сръбска гимназия. През 1927 година завършва Юридическия факулет на Белградския университет. С влизането си в университета става член на ММТРО. Впоследствие създава организация на ММТРО в Тетово. Павлов създава първия комитет на Българските акционни комитети в Тетово и изобщо. По време на българското управление на Македония Павлов продължава адвокатската си професия в Скопие, поради това, че родния му град е в италиански ръце. Сътрудничи си с Димитър Чкатров, Димитър Гюзелов, Стефан Стефанов и Спиро Китинчев. След напускането на българските части през септември 1944 година остава на поста си и е арестуван от югославските партизани и жестоко измъчван, след което е затворен. Освободен е през 1945 година, но малко след това умира.